# Grand Prix Pino Cerami 2002
Il Grand Prix Pino Cerami 2002, trentasettesima edizione della corsa, si svolse il 12 aprile su un percorso di 186 km. Fu vinto dallo statunitense Kirk O'Bee della Navigators davanti ai belgi Dave Bruylandts e Serge Baguet.

## Ordine d'arrivo (Top 10)
| Pos. | Corridore           | Squadra              | Tempo    |
| ---- | ------------------- | -------------------- | -------- |
| 1    | Kirk O'Bee          | Navigators           | 4h18'00" |
| 2    | Dave Bruylandts     | Domo-Farm Frites     | a 1"     |
| 3    | Serge Baguet        | Lotto-Adecco         | a 10"    |
| 4    | Mauro Zinetti       | Index-Alexia         | a 15"    |
| 5    | Paolo Bossoni       | Tacconi Sport-Emmegi | s.t.     |
| 6    | Ludovic Auger       | Big Mat-Auber 93     | s.t.     |
| 7    | Zbigniew Piatek     | Mroz                 | s.t.     |
| 8    | Marcus Ljungqvist   | EDS-Fakta            | s.t.     |
| 9    | Andrej Hauptman     | Tacconi Sport-Emmegi | s.t.     |
| 10   | Christopher Baldwin | Navigators           | a 26"    |